# ドーイトゥン宮殿

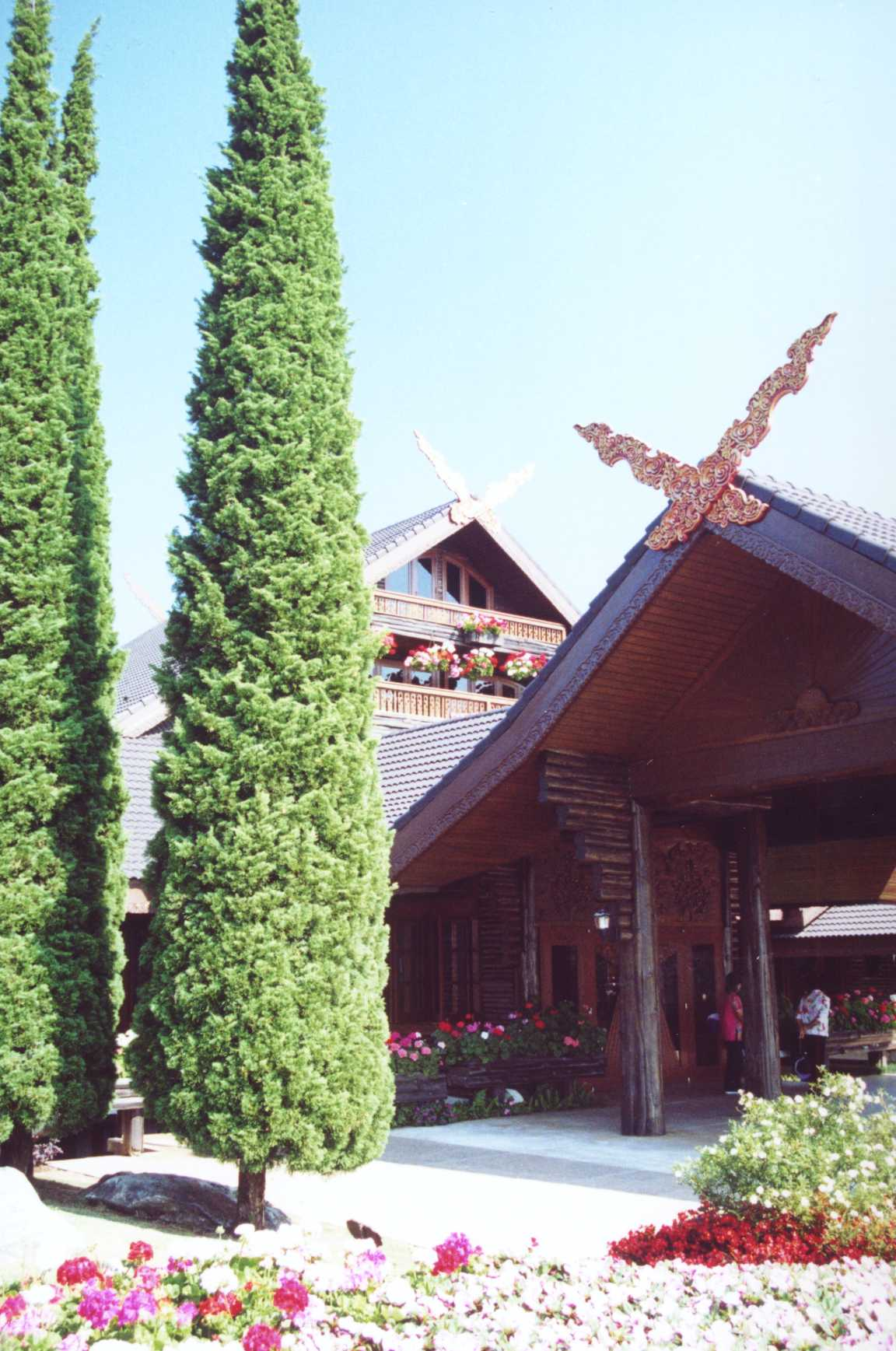
ドーイトゥン宮殿

ドーイトゥン宮殿 (พระตำหนักดอยตุน) とはチエンラーイ県・メーファールワン郡のドーイ・トゥン（山）にあるタイ王室の離宮・別荘である。1987年12月26日プーミポン国王誕生60年を記念して、プーミポン国王の母親であるシーナカリン王太后のために建てられた。建築はラーンナーの建築様式とスイスなどに見られるシャレー（山小屋）の建築様式の折衷である。
シーナカリン王太后は晩年、この宮殿を「ドーイ・トゥンの家」と呼んで頻繁に訪れ、またシーナカリンの北部における慈善事業の中心地として用いられた（ドイトンコーヒー）。
シーナカリンの死去にともない、この宮殿は利用されなくなり、現在周辺の庭園や記念碑などと共に一般公開され、周辺は山岳リゾートとして整備され、観光地となっている。

## 注
1. ↑  http://www.ekohchang.com/ - จังหวัด เชียงราย  - Chiang Rai Resort, Chiang Rai, Thailand
2. ↑  http://www.doitung.org/ - TOURISM HIGHLIGHTS OF DOI TUNG